# Tizenötmillió jutalom
A Tizenötmillió jutalom (korábbi magyar címén: Az egyetlen kiút) a Fekete tükör című brit sci-fi antológiasorozat második epizódja, amit a sorozat megalkotója, Charlie Brooker és felesége, Konnie Huq írtak, és Euros Lyn rendezett. 2011. december 11-én mutatta be Nagy-Britanniában a Channel 4, Magyarországon pedig az HBO-csoporthoz tartozó Cinemax. A sorozat később felkerült a Netflixre is, ekkor az epizód új szinkront és címet kapott.
Az epizód cselekménye egy olyan társadalomban játszódik, ahol az emberek egy szobakerékpár tekerésével szerezhetnek maguknak krediteket, amelyeket elkölthetnek. Bing (Daniel Kaluuya) egy napon felfedezi, hogy egyik lakótársa, Abi (Jessica Brown Findlay) milyen szépen énekel, és elintézi neki, hogy szerepelhessen egy tehetségkutató műsorban, hogy híres lehessen. A történet ötlete Konnie Huq-tól jött, aki észrevette, hogy mennyire szeret a férje képernyőktől körbevett helyiségekben tartózkodni, de sokat merít a cselekmény a tehetségkutató műsorok világából is. A cselekmény disztopikus sci-fi és dráma keveréke, némi kapitalizmus-kritikával.
A részt jól fogadta a közönség és a kritika is, amelyek megemlítették a felismerhető párhuzamot az 1984 Winston Smith-e és Juliája között, illetve Abi karakterének tárgyiasítását is életszerűnek nevezték.

## Cselekmény
Bing Madsen egy olyan helyiségben él, amelyet minden oldalról képernyők vesznek körül. Ezek ébresztik, ezen játszhat különféle játékokat, de időnként reklámok is megjelennek, amiket végig kell néznie, vagy bizonyos kredit fejében átugorhatja (jellemzően pornóreklámok). Bing egy olyan, falanszter-szerű társadalomban él, amelynek lakói szobabicikliket tekernek, mely elektromosságot termel, és a tekerés után kapnak krediteket, amelyeket a mindennapi megélhetésükre fordíthatnak. Tekerőtársa, Dustin meglehetősen faragatlan, egyfolytában szidalmazza a túlsúlyos takarítónőket, miközben leginkább obszcén dolgokat néz biciklizés közben.
Mikor a vécében meghallja, hogy az egyik lakó, Abi Khan milyen szépen énekel, meggyőzi a lányt, hogy jelentkezzen a tehetségkutató műsorba, aminek a főnyereményeként kitörhet abból az egysíkú bezártságból, amelyben az egész életét tengeti. Mivel az elhunyt testvére után sok kreditet örökölt, Bing felajánlja neki, hogy kifizeti helyette a regisztrációs díjat, ami 15 millió, majdnem annyi, mint az összes megtakarítása. Bing elkíséri Abit a meghallgatásra, ahol kap tőle egy origami pingvint. A fellépése előtt Abivel megitatnak egy italt, majd a lány a zsűri előtt elkezdi énekelni az "Anyone Knows What Love Is (Will Understand)" című dalt Irma Thomastól. Meglepetésre a zsűritagoknak egyáltalán nem tetszik, de egyikük, Démon bíró felajánlja neki, a különleges szépségére tekintettel, hogy csatlakozzon a pornófilmes bizniszéhez. Bing hiába próbál tiltakozni ez ellen a színfalak mögött, elvezetik, miközben Abi a közönség és a zsűri nyomására igent mond.
Nem sokkal később Bing szobájában megjelenik hirdetés formájában Abi első pornófilmje. Át akarja ugrani a reklámot, de ehhez nincs elég kreditje, és amikor megpróbál nem odanézni, a rendszer fülsértő hanggal kényszeríti arra, hogy mégis ezt tegye. Kétségbeesett dühében betöri az egyik kivetítőt, egy üvegszilánkot pedig elrejt az ágya alatt. Ezután monomániásan csak a biciklizés tölti ki minden idejét, spórol a megélhetéssel, és táncolni gyakorol. Végül ő is vesz egy jegyet a tehetségkutatóba, és elrejti a nadrágszárába a törött üvegdarabot. Amikor rá kerül a sor, ő nem iszik a felkínált üdítőből, hanem elkezd táncolni, majd egy pillanatban hirtelen előkapja az üveget és azzal fenyegetőzik, hogy elvágja a torkát. Démon bíró követeli, hogy tegye is meg, a többiek azonban hagyják, hogy beszéljen. Bing egy hosszú, dühödt monológban fejti ki frusztrációját azzal a mesterséges rendszerrel kapcsolatban, amelyben kénytelenek élni. Remény bíró szerint ilyen őszinte és szívhez szóló monológot még soha senki nem adott elő a műsorban, ezért műsort ajánl neki az egyik csatornáján.
Az epizód végén látható, hogy Bing megkapta a saját show-műsorát, melyben a rendszert kritizálja, a torkához szorított üvegdarabbal. Kritikájával ellentétben most már sokkal nagyobb lakrészben él, mint eddig, és az egyik fal helyén kilátása van egy hatalmas zöld erdőre is.

## Szereplők
| Szerep             | Színész               | Magyar hang (HBO)  | Magyar hang (Netflix) |
| ------------------ | --------------------- | ------------------ | --------------------- |
| Bing               | Daniel Kaluuya        | Radnai Márk        | Horváth Illés         |
| Abi                | Jessica Brown Findlay | Szávai Viktória    | Bogdányi Titanilla    |
| Remény bíró        | Rupert Everett        | László Zsolt       | Kárpáti Levente       |
| Jószív bírónő      | Julia Davis           | Bertalan Ágnes     | Spilák Klára          |
| Démon bíró         | Ashley Thomas         | Dolmány Attila     | Galambos Péter        |
| Dustin             | Paul Popplewell       | Karácsonyi Zoltán  | Baráth István         |
| Oliver             | David Fynn            | Mészáros Máté      | Holl Nándor           |
| Selma Telse        | Hannah John-Kamen     | Bánfalvi Eszter    | Pánics Lilla          |
| Glee               | Kerrie Hayes          | Bogdányi Titanilla | Dögei Éva             |
| Hammond            | Eugene O'Hare         | Varga Gábor        | Novkov Máté           |
| Regisztrációs lány | Merce Ribot           | Mezei Kitty        |                       |

## Az epizód készítése
Charlie Brooker és Annabelle Jones 2010-ben kezdtek el dolgozni a "Fekete tükör" sorozaton, korábbi közös munkáik után. Három, egyenként egyórás epizódra kaptak szerződést a Channel 4-tól, ez az epizód volt az első, amely elkészült.
A forgatókönyvet Brooker és felesége, Konnie Huq írták, abból az alapélményből, hogy Huq szerint Brooker boldog lenne egy olyan helyiségben, amelynek minden falát az iPad-je kijelzője borít be. Huq tette hozzá azt az alapfeltételezést, hogy a jövőben minden háztartásban lesznek érintőképernyős falak, Brooker pedig az avatárok koncepcióját. Ugyancsak Huq ötlete volt a biciklitekeréssel történő energiaellátás.
Fontos inspiráció volt még a tehetségkutató műsorok világa és az az állításuk, hogy bárkiből sztárt faragnak egy szempillantás alatt; és az, hogy ez az ígéret milyen megváltást hoz azoknak az embereknek, akik általuk utált munkát végeznek kevés keresményért. Akkoriban éppen Huq vezette az X-Faktor kísérőműsorát, korábban pedig a Blue Peter című gyerekműsort vezette, ahol látta, hogy sok gyerek szeretne híres lenni anélkül, hogy tudná, mivel is lehetne híres. Az epizód sokat merít még az 1968-as "The Year of the Sex Olympics" című brit tévéjátékból, amely a reality tévézés sötét oldalát mutatta meg egy disztopikus jövőben.
Brooker az epizód népszerűsítése kapcsán megemlítette az Apple "1984" reklámját, amelyben az hangzott el, hogy a Mac mentheti meg a világot az orwelli rémálomszerű jövőtől, ám szerinte az a világ inkább olyan lenne, mint a "Tizenötmillió jutalom"-ban látott.
A befejezésre is különféle ötletek születtek. Az egyik variáció szerint Bing és Abi együtt éltek volna, de boldogtalanul, és lett volna olyan is, amely szerint a kerékpárok az égvilágon semmit nem termelnek. Ez utóbbi esetében Brooker úgy gondolta, hogy a nézők ezt maguktól is eleve így gondolják.
Az epizódot Euros Lyn rendezte, aki korábban "Ki vagy, Doki?" részeken is dolgozott. Daniel Kaluuya került kiválasztásra Bing szerepére, miután a meghallgatáson olyan erősen adta elő a kifakadását a tehetségkutatós jelenetben. Később ennek a jelenetnek a hatására választotta őt Jordan Peele a "Tűnj el!" című film főszerepére is. Jessica Brown Findlay játszotta Abit, aki nem sokkal azelőtt fejezte be a Downtown Abbey-t. A forgatás Buckinghamben zajlott, egy használaton kívüli egyetemi campuson. A szerény költségvetés miatt mindent egy helyen vettek fel, csak a díszleteket cserélgették. Mivel az epizódban számos képernyő látható, vizuális utómunkákat kellett volna végezni, de ehhez nagyobb költségvetés és több idő kellett volna, ezért valódi képernyők láthatóak. Azoknak a vezérlését egy stábtag végezte el a távolból, tehát amikor Kaluuya egy kézmozdulatával lapozott együtt a szobabicikli előtti kijelzőnél, az illető megnyomott egy gombot, és a kép ekkor váltott át. Ugyancsak a szűkös költségvetés miatt nincs bemutatva, csak sejtetve, hogy valójában több tízezer olyan biciklis helyiség létezik, mint ahol a cselekmény játszódik. Az egyes karakterekhez digitális avatárokat készítettek, ők a tehetségkutatós jelenetben, a közönség soraiban láthatóak. A pornófilm-reklámos jelenetek forgatásához két valódi pornószínésznőt béreltek fel, az Abivel rögzített jelenetek között pedig több olyan is van, amelyet végül nem használtak fel.
Bing karakterének háttértörténetét az elhunyt testvérrel Kaluuya és Huq közösen találták ki. Amikor indulatosan betöri a kijelzőt, Kaluuya véletlenül megvágta a lábát az üveggel, ami a filmben is benne maradt. A táncos jelenethez egy koreográfust alkalmaztak, Bing kifakadása pedig villámgyorsan megírva, szándékosan összecsapva került elkészítésre, azért, hogy ebből is átjöjjön, hogy az indulatos férfi mennyire keresi a szavakat és milyen indulatos. Olyan mondatok is szerepelnek benne, aminek igazából nincs is sok értelme. A jelenetet kétszer vették fel.
Remény bírót Simon Cowellről mintázták, aki szintén tehetségkutató-zsűritag. A karaktert Rupert Everett játszotta, az eredetiben ausztrál akcentussal. Hogy ne hasonlítson annyira George Michael-re, Everett levette a szemüvegét az első jelenet alatt.
Az epizódban hallható "Anyone Knows What Love Is (Will Understand)" című dal későbbi Fekete tükör-epizódokban is felbukkant.

## Forráshivatkozások
1. ↑  Fekete tükör - I/2. rész: Az egyetlen kiút - ISzDb. iszdb.hu. (Hozzáférés: 2023. június 14.)
2. ↑  Fekete tükör - I/2. rész: Az egyetlen kiút - ISzDb. iszdb.hu. (Hozzáférés: 2023. június 14.)
3. ↑  Lambie, Ryan: Charlie Brooker interview: Black Mirror, videogames, Gameswipe and A Touch Of Cloth (amerikai angol nyelven). Den of Geek, 2012. február 21. (Hozzáférés: 2023. június 14.)
4. ↑  http://www.denofgeek.com/tv/21083/charlie-brooker-interview-black-mirror-videogames-gameswipe-and-a-touch-of-cloth
5. ↑  Brooker, Charlie. „Charlie Brooker: the dark side of our gadget addiction”, The Guardian, 2011. december 1. (Hozzáférés: 2023. június 14.) (brit angol nyelvű)
6. ↑  Lucas, Gavin: Behind the scenes of Black Mirror (en-UK nyelven). Creative Review, 2011. december 15. (Hozzáférés: 2023. június 14.)

## Fordítás
Ez a szócikk részben vagy egészben  a   Fifteen Million Merits című angol Wikipédia-szócikk ezen változatának fordításán alapul.  Az eredeti cikk szerkesztőit annak laptörténete sorolja fel. Ez a jelzés csupán a megfogalmazás eredetét és a szerzői jogokat jelzi, nem szolgál a cikkben szereplő információk forrásmegjelöléseként.